# Judith Krantz
Judith Krantz (née Tarcher le 9 janvier 1928 et morte le 22 juin 2019) est une écrivaine, rédactrice en chef et éditrice de mode américaine, célèbre pour ses romans sentimentaux.  

## Biographie
Son premier roman Scrupules (1978) est un best-seller du New York Times  et devient un succès d'édition mondial, traduit en 50 langues. Scrupules (Scruples), qui décrit le monde glamour de la haute couture à Beverly Hills, en Californie, a aidé à définir un nouveau sous-genre du roman d'amour, le bonkbuster ou roman de sex-and-shopping.  
En devenant l'une des premières auteurs célèbres, un statut qu'elle nourrit par des tournées de promotions, elle fait bouger les usages en vigueur dans l'édition.  
Elle publie notamment ensuite Princesse Daisy (Princess Daisy, 1980), Rendez-vous (Till We Meet Again, 1988), Flash (Dazzle, 1990) et Haute collection (Spring Collection, 1996). Son autobiographie, Sex and Shopping: The Confessions of a Nice Jewish Girl, est publiée en 2000. Ses romans se sont vendus à plus de 85 millions d'exemplaires.

## Œuvre

### SérieScrupules
- Scrupules, Pocket ((en) Scruples, 1978)

- Lovers, Le Livre de poche ((en) Lovers, 1994)

### SérieÀ nous deux Manhattan
- A nous deux Manhattan, Le Livre de poche ((en) I'll take Manhattan, 1986)
- Haute collection, Le Livre de poche ((en) Spring Collection, 1996)

### Romans divers
- Princesse Daisy, Albin Michel ((en) Princess Daisy, 1980)
- L'amour en héritage, Le Livre de poche ((en) Mistral's daughter, 1983)
- Rendez-vous, Le Livre de poche ((en) Till we meet again, 1988)
- Flash, Pocket ((en) Dazzle, 1990)
- Les bijoux de Tessa Kent, Le Livre de poche ((en) The jewels of Tessa Kent, 1998)

## Adaptations de l'œuvre à la télévision
- 1980 : Scrupules (en)
- 1983 : Princesse Daisy
- 1984 : L'Amour en héritage
- 1987 : À nous deux, Manhattan
- 1989 : Le Secret de Château Valmont (Till We Meet Again)